# Hessen–Wanfriedi Sarolta Amália
Sarolta Amália hessen–wanfriedi hercegnő (németül: Prinzessin Charlotte Amalie von Hessen-Wanfried-Eschwege; Wanfried, 1679. március 8. – Párizs, 1722. február 8.) hessen–wanfried–eschwegei és hessen–rheinfels–rotenburgi hercegnő, házassága révén Erdély fejedelemasszonya. II. Rákóczi Ferenc felesége; férjének száműzetése után apáca.

## Élete

### Származása és ifjúkora
Sarolta Amália hessen–wanfriedi hercegnő 1679. márciusban született Károly hessen–wanfriedi őrgróf (1649–1711) és Alexandra Julianna leiningen–dagsburgi grófnő (1651–1703) hatodik gyermekeként. Édesapja a hesseni uralkodócsalád rheinfels–rotenburgi ágából származott, de 1676-ban megörökölte a wanfried–eschwegei ág koronáját. Édesanyja a leiningeni grófi ág leánya volt; a hessen–wanfriedi őrgróf második felesége lett, az őrgróf első asszonyának halála után.
A hessen–wanfriedi őrgrófi családban eredetileg tizenhét gyermek született. Közülük sokan kisgyermekként meghaltak, többen még Sarolta Amália hercegnő születése előtt. Még ennek ellenére is a hercegnő körülbelül tíz testvér társaságában nőtt fel, boldog családi körben.

### Házassága és gyermekei
Az alig tizenöt esztendős Sarolta Amália hercegnőt szülei házasították ki a kor szokásainak megfelelően. A szülői választás több szempontból is a német-római császári család akarata ellen szólt. A hercegnő férje az egyik leggazdagabb és legjelentősebb magyar főúri családból származó, nála két évvel idősebb felsővadászi Rákóczi Ferenc lett. Az esküvőt 1694. szeptember 26-án tartották a kölni székesegyházban. A fiatal pár még ugyanez év decemberében Magyarországon telepedett le, ahol Rákóczi már 1694. május 25. óta Sáros vármegye örökös főispáni tisztségét viselte. Házasságukból három gyermek született, de csak ketten maradtak életben. Jóval harmadik fia világra hozatala és férjétől való elszakadása után Sarolta Amália hercegnő életet adott egy leánygyermeknek is, aki származása ellenére (apja a feltevések szerint Wratislaw cseh kancellár lehetett) szintén a Rákóczi családnevet viselte: 

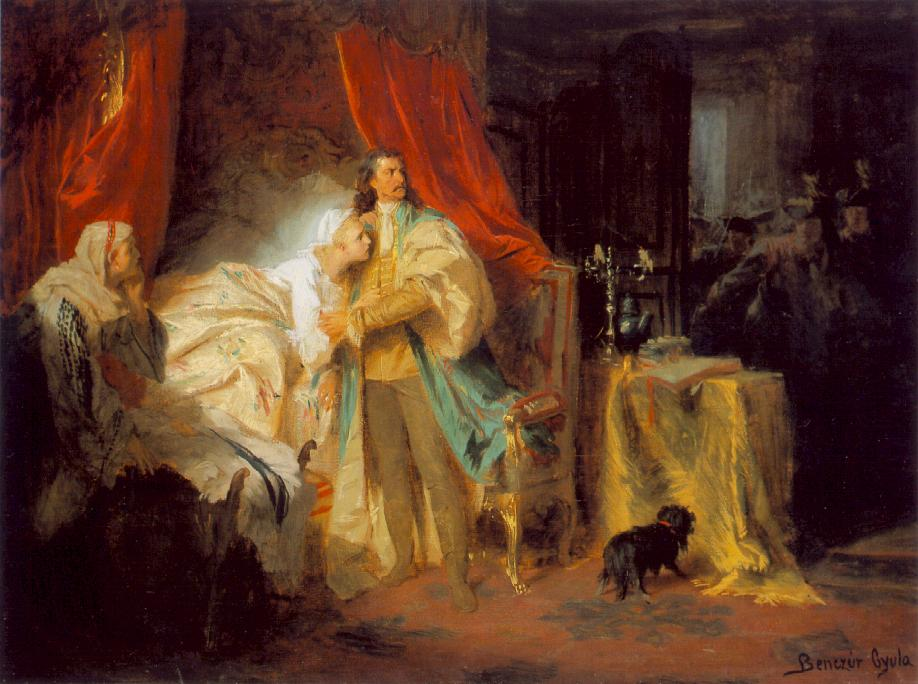
Benczúr Gyula: II. Rákóczi Ferenc elfogatása a nagysárosi várban (1869) Olaj, vászon, 44,5 x 58,8 cm Magyar Nemzeti Galéria, Budapest

- Rákóczi Lipót (1696. május 28. – 1699. szeptember), kisgyermekként elhalálozott
- Rákóczi József (1700. augusztus 17. – 1738. november 10.), munkácsi herceg
- Rákóczi György (1701. augusztus 8. – 1756. június 22.), franciaországi emigráns
- Rákóczi Sarolta (1706. november 16. – 1706. december), néhány hetes korában elhalálozott.

Legkisebb fiúgyermeke születésekor Rákóczi Ferenc már a bécsújhelyi börtönben volt: Longueval francia követ árulása miatt kiderült szövetkezése XIV. Lajos francia királlyal, és a császári hatalom elleni felkelés szításának vádjával elfogták. Sarolta Amália hercegnő lefizette a bécsújhelyi börtön parancsnokát, Gottfried Lehmann porosz katonatisztet. Férjét így álruhában megszöktette, majd lehetővé tette lengyel földre való távozását. Mikor férje szökésében játszott szerepére fény derült, a hercegnőt egy időre internálták; két életben maradt fiát elvették tőle, hogy a bécsi udvarban császárhű nevelésben részesüljenek.
1706-ban a Rákóczival való béketárgyalások idején Sarolta Amália hercegnő újra láthatta férjét, mert a bécsi udvar abban bízott, hogy hatni tud férjére az udvar feltételeinek elfogadásában.
A Rákóczi-szabadságharcot kihasználva 1707 elején Sarolta Amália hercegnő az osztrák őrizetből Gdańskba, majd Varsóba szökött. Később ugyan rövid időre átköltözött Prágába, de végül a lengyelországi Jarosław városában telepedett le. Házassága ekkorra tönkrement, gyermekei visszakapására nem táplálhatott reményt. A hercegnő a férje által utalt 16 000 forintos évjáradékból fedezte kiadásait; ugyanakkor mértéktelen költekezését és szertelen bőkezűségét a fejedelem hiába próbálta fékezni. 1711. februárban ismét találkozott férjével, miután a fejedelem elhagyta Magyarországot. A kettejük közötti szakadék véglegessé vált; Rákóczi Ferenc Sienawski hercegnével folytatott viszonya nyíltan zajlott, nem maradt titok felesége előtt sem. Sarolta Amália hercegnő és hitvese 1711. május 15-én látták egymást utoljára; ritka levelezésüket leszámítva megszakadt kapcsolatuk. A szabadságharc bukása után a férje által folyósított évjáradék megszűnt, de a fejedelemasszony a francia uralkodó nagylelkűségéből biztosítani tudta költekező életmódját és a rangjához méltó udvartartást: a francia király egy birtokot vett számukra Jarosławban.

### Utolsó évei; halála
Sarolta Amália hercegnő 1721. október 8-án érkezett meg Párizsba. Férje ekkor már három éve törökországi száműzetésben élt, ahonnét soha többé nem tért vissza. Felesége sorsát a továbbiakban az idős Erzsébet Sarolta orléans-i hercegnő kísérte figyelemmel. A hercegnő feljegyzése szerint Sarolta Amália ekkorra elhízott, betegeskedő asszony lett, akit nagyon is megviseltek élete viszontagságai. 1721. december 10.[forrás?] körül a Chasse-Midi zárda kötelékeibe lépett, s ott élt tovább. A bencés nővérek kolostora szívesen fogadott előkelő özvegyeket, vagy egyedül élő arisztokrata hölgyeket. A szigorú kolostori regula rájuk nem vonatkozott, valóságos udvart tarthattak maguk körül. Az orléans-i hercegnő naplója alapján Sarolta Amália hercegnő egy bizonyos gróf Schlieben német arisztokrata személyében szeretőt tartott.
Sarolta Amália hessen–wanfriedi hercegnő és erdélyi fejedelemasszony 1722. február 8-án, váratlanul hunyt el. Halálát állítólag egy rosszul elvégzett foghúzás okozta. Négy nappal később temették el a kolostor kertjében. 1792-ben a francia forradalom alatt a kolostort bezárták, majd 1804-ben a temetőt is. A területet később eladták, a rajta álló épületeket és sírhelyeket földig rombolták; megsemmisítve a hercegnő sírját is.